# Cyphocharax modestus
Cyphocharax modestus är en fiskart som först beskrevs av Fernández-yépez, 1948.  Cyphocharax modestus ingår i släktet Cyphocharax och familjen Curimatidae. Inga underarter finns listade i Catalogue of Life.